# Segunda ronda de la clasificación de AFC para la Copa Mundial de Fútbol de 2018 y la Copa Asiática 2019
La Segunda ronda de la Clasificación de AFC para la Copa Mundial de Fútbol de 2018 fue la etapa que determinó a los clasificados a la tercera ronda del torneo clasificatorio de la Confederación Asiática de Fútbol (AFC). Se llevó a cabo del 24 de mayo de 2015 al 29 de marzo de 2016. 
Esta fase corresponde también a la segunda ronda de la Clasificación para la Copa Asiática 2019.

## Sorteo
El sorteo de la segunda ronda se realizó el 14 de abril de 2015 a las 17:00 hora local (UTC+8) en el hotel JW Marriott en Kuala Lumpur, Malasia, en el estuvieron involucrados las 6 selecciones que resultaron ganadoras en la primera ronda y las 34 selecciones que ingresan en esta etapa del proceso clasificatorio de acuerdo a la lista de equipos participantes. Previo al sorteo los equipos fueron distribuidos en 5 bombos en base al ranking FIFA que se publicó el 9 de abril de 2015.
Entre paréntesis se indica el puesto de cada selección en el ranking FIFA tomado en cuenta y en cursiva los equipos procedentes de la primera ronda.
| Bombo 1 | Bombo 2 | Bombo 3 | Bombo 4 | Bombo 5 |
| --- | --- | --- | --- | --- |
| 1. Irán (40) 2. Japón (50) 3. Corea del Sur (57) 4. Australia (63) 5. Emiratos Árabes Unidos (68) 6. Uzbekistán (73) 7. China (82) 8. Irak (86) | 9. Arabia Saudita (95) 10. Omán (97) 11. Catar (99) 12. Jordania (103) 13. Baréin (108) 14. Vietnam (125) 15. Siria (126) 16. Kuwait (127) | 17. Afganistán (135) 18. Filipinas (139) 19. Palestina (140) 20. Maldivas (141) 21. Tailandia (142) 22. Tayikistán (143) 23. Líbano (144) 24. India (147) | 25. Timor Oriental (152) 26. Kirguistán (153) 27. Corea del Norte (157) 28. Birmania (158) 29. Turkmenistán (159) 30. Indonesia (159) 31. Singapur (162) 32. Bután (163) | 33. Malasia (164) 34. Hong Kong (167) 35. Bangladés (167) 36. Yemen (170) 37. Guam (175) 38. Laos (178) 39. Camboya (179) 40. China Taipéi (179) |

El procedimiento del sorteo fue el siguiente:
- En primer lugar se sortearon los equipos del bombo 5 que, según iban saliendo, fueron colocados en la quinta casilla de los grupos en orden alfabético del grupo A al grupo H.
- La misma mecánica anterior se aplicó para sortear los equipos de los bombos 4, 3, 2 y 1 en ese estricto orden hasta completar los 8 grupos.

De esta manera quedaron conformados los 8 grupos de la segunda ronda.
La presentación de la ceremonia estuvo a cargo de la actriz malasia Chermaine Poo, mientras que la conducción del sorteo recayó sobre el director ejecutivo de Competiciones de la AFC, Shin Man Gil, quién contó con la colaboración del director de Eliminatorias Mundialistas y Olímpicas de la FIFA, Gordan Savic, en el sorteo del bombo 1. La ceremonia inició con un número artístico y luego de este ofrecieron discurso el secretario general de la, AFC Dato’ Alex Soosay, y el supervisor de la FIFA Gordan Savic.

## Formato de competición
En la segunda ronda las 40 selecciones son divididas en 8 grupos de 5 equipos, cada equipo juega dos veces contra los 4 rivales de su grupo en partidos de local y visitante con un sistema de todos contra todos, los equipos son clasificados en los grupos según los puntos obtenidos los cuales son otorgados de la siguiente manera:
- 3 puntos por partido ganado.
- 1 punto por partido empatado.
- 0 puntos por partido perdido.

Si dos o más equipos culminan sus partidos empatados en puntos se aplican los siguientes criterios de desempate (de acuerdo a los artículos 20.6 y 20.7 del reglamento de la competición preliminar de la Copa Mundial de la FIFA 2018):
- Mejor diferencia de gol en todos los partidos de grupo.
- Mayor cantidad de goles marcados en todos los partidos de grupo.
- Mayor cantidad de puntos obtenidos en los partidos entre los equipos en cuestión.
- Mejor diferencia de gol resultado de los partidos entre los equipos en cuestión.
- Mayor cantidad de goles marcados en los partidos entre los equipos en cuestión.
- Mayor cantidad de goles marcados en condición de visitante (si el empate es solo entre dos equipos).
- Bajo la aprobación de la Comisión Organizadora de la FIFA, un partido de desempate en un campo neutral con un tiempo extra de dos periodos de 15 minutos y tiros desde el punto penal si fuese necesario.

Al término de todos los partidos, el primero de cada grupo y los 4 mejores segundos accederán directamente a la Copa Asiática 2019 y a la tercera ronda de la clasificación a la Copa Mundial de 2018. Asimismo, los 4 segundos restantes, todos los terceros y los 4 mejores cuartos pasarán a la tercera ronda de la clasificación a la Copa Asiática. Los 4 peores cuartos y el último de cada grupo de 5 equipos jugarán los play-offs de la clasificación a la Copa Asiática.

## Resultados
– Clasificados a la Tercera ronda de la clasificación de AFC para la Copa Mundial de Fútbol de 2018 y a la Copa Asiática 2019.
     – Clasificados a la Tercera ronda de la clasificación para la Copa Asiática 2019.
     – Clasificados a la Ronda de play-offs de la clasificación para la Copa Asiática 2019.

### Grupo A
| Selección              | Pts. | PJ | PG | PE | PP | GF | GC | Dif |
| ---------------------- | ---- | -- | -- | -- | -- | -- | -- | --- |
| Arabia Saudita         | 20   | 8  | 6  | 2  | 0  | 28 | 4  | +24 |
| Emiratos Árabes Unidos | 17   | 8  | 5  | 2  | 1  | 25 | 4  | +21 |
| Palestina              | 12   | 8  | 3  | 3  | 2  | 22 | 6  | +16 |
| Malasia                | 4    | 8  | 1  | 1  | 6  | 3  | 30 | -27 |
| Timor Oriental         | 2    | 8  | 0  | 2  | 6  | 2  | 36 | -34 |

| 11 de junio de 2015, 21:00 UTC+3         | Arabia Saudita                       | 3:2 (1:0)                | Palestina                     | Estadio Príncipe Mohamed bin Fahd, Dammam                       |                                                                 |
|                                          | Al-Shehri 6' · Al-Sahlawi 46' 90'+4' | FIFA Reporte AFC Reporte | Tamburrini 51' · Jadue 90'+2' | Asistencia: 4820 espectadores Árbitro(s): Abdulrahman Al Jassim | Asistencia: 4820 espectadores Árbitro(s): Abdulrahman Al Jassim |
| Jugador del partido: Mohammed Al-Sahlawi |                                      |                          |                               |                                                                 |                                                                 |

| 11 de junio de 2015, 20:45 UTC+8 | Malasia  | 1:1 (1:0)                | Timor Oriental | Estadio Nacional Bukit Jalil, Kuala Lumpur               |                                                          |
|                                  | Sali 34' | FIFA Reporte AFC Reporte | Saro 90'+3'    | Asistencia: 5000 espectadores Árbitro(s): Jarred Gillett | Asistencia: 5000 espectadores Árbitro(s): Jarred Gillett |
| Jugador del partido: Ramon Saro  |          |                          |                |                                                          |                                                          |

| 16 de junio de 2015, 16:00 UTC+8      | Timor Oriental | 0:1 (0:0)                | Emiratos Árabes Unidos | Estadio Shah Alam, Shah Alam (Malasia)           |                                                  |
|                                       |                | FIFA Reporte AFC Reporte | O. Abdulrahman 80'     | Asistencia: 200 espectadores Árbitro(s): Ma Ning | Asistencia: 200 espectadores Árbitro(s): Ma Ning |
| Jugador del partido: Omar Abdulrahman |                |                          |                        |                                                  |                                                  |

| 16 de junio de 2015, 20:45 (UTC+8) | Malasia | 0:6 (0:3)                | Palestina                                                   | Estadio Nacional Bukit Jalil, Kuala Lumpur             |                                                        |
|                                    |         | FIFA Reporte AFC Reporte | Battat 9' · Maraaba 22' 75' · Seyam 41' 86' · Abuhammad 63' | Asistencia: 3000 espectadores Árbitro(s): Kim Sang-Woo | Asistencia: 3000 espectadores Árbitro(s): Kim Sang-Woo |
| Jugador del partido: Tamer Seyam   |         |                          |                                                             |                                                        |                                                        |

| 3 de septiembre de 2015, 19:15 UTC+4  | Emiratos Árabes Unidos                                                        | 10:0 (7:0)               | Malasia | Estadio Mohammed bin Zayed, Abu Dabi                            |                                                                 |
|                                       | Salem 16' · Ali 22' 33' 76' · Khalil 24' 29' 70' 78' · Fardan 25' · Ahmad 37' | FIFA Reporte AFC Reporte |         | Asistencia: 7822 espectadores Árbitro(s): Abdulrahman Al Jassim | Asistencia: 7822 espectadores Árbitro(s): Abdulrahman Al Jassim |
| Jugador del partido: Omar Abdulrahman |                                                                               |                          |         |                                                                 |                                                                 |

| 3 de septiembre de 2015, 20:40 UTC+3     | Arabia Saudita                                                                                | 7:0 (5:0)                | Timor Oriental | King Abdullah Sports City, Yeda                             |                                                             |
|                                          | Al-Shehri 2' · Al-Sahlawi 23' (pen.) 26' 71' · Al-Faraj 30' · Al-Jassim 32' · Al-Muwallad 73' | FIFA Reporte AFC Reporte |                | Asistencia: 11 000 espectadores Árbitro(s): Timur Faizullin | Asistencia: 11 000 espectadores Árbitro(s): Timur Faizullin |
| Jugador del partido: Mohammed Al-Sahlawi |                                                                                               |                          |                |                                                             |                                                             |

| 8 de septiembre de 2015, 20:45 UTC+8 | Malasia       | 0:3 Abandonado           | Arabia Saudita                 | Estadio Shah Alam, Shah Alam                           |                                                        |
| | Bin Rahim 70' | FIFA Reporte AFC Reporte | Al-Jassim 73' · Al-Sahlawi 76' | Asistencia: 7000 espectadores Árbitro(s): Liu Kwok Man | Asistencia: 7000 espectadores Árbitro(s): Liu Kwok Man |
| Partido suspendido a los 87 minutos de juego debido al lanzamiento de bengalas por parte de los simpatizantes locales, al mometo de la suspensión el marcador señalaba 2-1 a favor de Arabia Saudita. La FIFA le otorgó la victoria a Arabia Saudita con un marcador de 3 a 0 a su favor. Jugador del partido: Mohammed Al-Sahlawi |               |                          |                                |                                                        |                                                        |

| 8 de septiembre de 2015, 17:00 (UTC+3) | Palestina | 0:0                      | Emiratos Árabes Unidos | Estadio Internacional Faisal Al-Husseini, Al-Ram         |                                                          |
|                                        |           | FIFA Reporte AFC Reporte |                        | Asistencia: 15 000 espectadores Árbitro(s): Ali Al Qaysi | Asistencia: 15 000 espectadores Árbitro(s): Ali Al Qaysi |
| Jugador del partido: Omar Abdulrahman  |           |                          |                        |                                                          |                                                          |

| 8 de octubre de 2015, 16:00 (UTC+9) | Timor Oriental | 1:1 (0:0)                | Palestina         | Estadio Nacional, Dili                                 |                                                        |
|                                     | Saro 54'       | FIFA Reporte AFC Reporte | Abu Nahyeh 90'+2' | Asistencia: 2000 espectadores Árbitro(s): Kim Dong-Jin | Asistencia: 2000 espectadores Árbitro(s): Kim Dong-Jin |
| Jugador del partido: Ramon Saro     |                |                          |                   |                                                        |                                                        |

| 8 de octubre de 2015, 20:00 (UTC+3)      | Arabia Saudita            | 2:1 (1:1)                | Emiratos Árabes Unidos | King Abdullah Sports City, Yeda                                            |                                                                            |
|                                          | Al-Sahlawi 45' 90' (pen.) | FIFA Reporte AFC Reporte | Khalil 18'             | Asistencia: 32 482 espectadores Árbitro(s): Muhammad Taqi Aljaafari Jahari | Asistencia: 32 482 espectadores Árbitro(s): Muhammad Taqi Aljaafari Jahari |
| Jugador del partido: Mohammed Al-Sahlawi |                           |                          |                        |                                                                            |                                                                            |

| 9 de noviembre de 2015, 16:00 (UTC+2) | Palestina | 0:0                      | Arabia Saudita | Estadio Internacional de Amán, Amán (Jordania) |                             |
|                                       |           | FIFA Reporte AFC Reporte |                | Árbitro(s): Adham Makhadmeh                    | Árbitro(s): Adham Makhadmeh |

| 13 de octubre de 2015, 16:00 (UTC+9) | Timor Oriental | 0:1 (0:1)                | Malasia    | Estadio Nacional, Dili                                |                                                       |
|                                      |                | FIFA Reporte AFC Reporte | Yahyah 10' | Asistencia: 2500 espectadores Árbitro(s): Kim Hee-Gon | Asistencia: 2500 espectadores Árbitro(s): Kim Hee-Gon |
| Jugador del partido: Amri Yahyah     |                |                          |            |                                                       |                                                       |

| 12 de noviembre de 2015, 18:15 (UTC+4) | Emiratos Árabes Unidos                                                | 8:0 (3:0)                | Timor Oriental | Estadio Mohammed bin Zayed, Abu Dabi                   |                                                        |
|                                        | Ali 15' 19' · Khalil 43' 53' (pen.) 56' 57' · Mousa 54' · Alhasmi 87' | FIFA Reporte AFC Reporte |                | Asistencia: 7870 espectadores Árbitro(s): Mohsen Torki | Asistencia: 7870 espectadores Árbitro(s): Mohsen Torki |
| Jugador del partido: Ahmed Khalil      |                                                                       |                          |                |                                                        |                                                        |

| 12 de noviembre de 2015, 16:00 (UTC+2) | Palestina                                                              | 6:0 (3:0)                | Malasia | Estadio Internacional de Amán, Amán (Jordania)         |                                                        |
|                                        | Cantillana 37' · Abu Nahyeh 38' 45' 58' · Seyam 88' · Ihbeisheh 90'+1' | FIFA Reporte AFC Reporte |         | Asistencia: 9772 espectadores Árbitro(s): Ahmed Al-Kaf | Asistencia: 9772 espectadores Árbitro(s): Ahmed Al-Kaf |
| Jugador del partido: Ahmad Abu Nahyeh  |                                                                        |                          |         |                                                        |                                                        |

| 17 de noviembre de 2015, 20:45 (UTC+8) | Malasia      | 1:2 (0:1)                | Emiratos Árabes Unidos          | Estadio Shah Alam, Shah Alam                        |                                                     |
|                                        | Bakhtiar 59' | FIFA Reporte AFC Reporte | O. Abdulrahman 22' · Khalil 52' | Asistencia: 0 espectadores Árbitro(s): Masaaki Toma | Asistencia: 0 espectadores Árbitro(s): Masaaki Toma |
| Jugador del partido: Omar Abdulrahman  |              |                          |                                 |                                                     |                                                     |

| 17 de noviembre de 2015, 16:00 (UTC+9)   | Timor Oriental | 0:10 (0:4)               | Arabia Saudita | Estadio Nacional, Dili                                           |                                                                  |
|                                          |                | FIFA Reporte AFC Reporte | Al-Sahlawi 29' (pen.) 42' 55' (pen.) 70' 89' · Hawsawi 34' · Al-Shehri 35' · Al-Jassim 85' · Hazazi 90' · Al-Muwallad 90'+2' | Asistencia: 2000 espectadores Árbitro(s): Hettikamkanamge Perera | Asistencia: 2000 espectadores Árbitro(s): Hettikamkanamge Perera |
| Jugador del partido: Mohammed Al-Sahlawi |                |                          | |                                                                  |                                                                  |

| 24 de marzo de 2016, 20:30 (UTC+3) | Arabia Saudita                 | 2:0 (0:0)                | Malasia | King Abdullah Sports City, Yeda                          |                                                          |
|                                    | Al-Sahlawi 50' · Al-Jassim 74' | FIFA Reporte AFC Reporte |         | Asistencia: 34 839 espectadores Árbitro(s): Kim Dong-Jin | Asistencia: 34 839 espectadores Árbitro(s): Kim Dong-Jin |
| Jugador del partido: Khairul Fahmi |                                |                          |         |                                                          |                                                          |

| 24 de marzo de 2016, 19:00 (UTC+4)    | Emiratos Árabes Unidos             | 2:0 (1:0)                | Palestina | Estadio Mohammed bin Zayed, Abu Dabi                          |                                                               |
|                                       | Al Hammadi 32' · Khalil 60' (pen.) | FIFA Reporte AFC Reporte |           | Asistencia: 15 822 espectadores Árbitro(s): Benjamin Williams | Asistencia: 15 822 espectadores Árbitro(s): Benjamin Williams |
| Jugador del partido: Omar Abdulrahman |                                    |                          |           |                                                               |                                                               |

| 29 de marzo de 2016, 17:00 (UTC+3)       | Palestina                                                                  | 7:0 (4:0)                | Timor Oriental | Estadio Dura, Hebrón                                             |                                                                  |
|                                          | Ihbeisheh 2' · Cantillana 18' 66' · Pinto 32' 39' · Awad 77' · Bahdari 90' | FIFA Reporte AFC Reporte |                | Asistencia: 6000 espectadores Árbitro(s): Hettikamkanamge Perera | Asistencia: 6000 espectadores Árbitro(s): Hettikamkanamge Perera |
| Jugador del partido: Jonathan Cantillana |                                                                            |                          |                |                                                                  |                                                                  |

| 29 de marzo de 2016, 19:00 (UTC+4)    | Emiratos Árabes Unidos | 1:1 (0:1)                | Arabia Saudita | Estadio Mohammed bin Zayed, Abu Dabi                        |                                                             |
|                                       | O. Abdulrahman 52'     | FIFA Reporte AFC Reporte | Al-Jassim 24'  | Asistencia: 32 325 espectadores Árbitro(s): Nawaf Shukralla | Asistencia: 32 325 espectadores Árbitro(s): Nawaf Shukralla |
| Jugador del partido: Omar Abdulrahman |                        |                          |                |                                                             |                                                             |

### Grupo B
| Selección  | Pts. | PJ | PG | PE | PP | GF | GC | Dif |
| ---------- | ---- | -- | -- | -- | -- | -- | -- | --- |
| Australia  | 21   | 8  | 7  | 0  | 1  | 29 | 4  | +25 |
| Jordania   | 16   | 8  | 5  | 1  | 2  | 21 | 7  | +14 |
| Kirguistán | 14   | 8  | 4  | 2  | 2  | 10 | 8  | 2   |
| Tayikistán | 5    | 8  | 1  | 2  | 5  | 9  | 20 | -11 |
| Bangladés  | 1    | 8  | 0  | 1  | 7  | 2  | 32 | -30 |

| 11 de junio de 2015, 20:00 (UTC+5)       | Tayikistán       | 1:3 (0:1)                | Jordania            | Estadio Pamir, Dusambé                                    |                                                           |
|                                          | M. Dzhalilov 66' | FIFA Reporte AFC Reporte | Mahmoud 29' 63' 88' | Asistencia: 19 000 espectadores Árbitro(s): Mohsen Toorki | Asistencia: 19 000 espectadores Árbitro(s): Mohsen Toorki |
| Jugador del partido: Hassan Abdel-Fattah |                  |                          |                     |                                                           |                                                           |

| 11 de junio de 2015, 17:00 (UTC+6)      | Bangladés         | 1:3 (1:3)                | Kirguistán                                 | Estadio Nacional Bangabandhu, Daca                        |                                                           |
|                                         | Kichin 32' (a.g.) | FIFA Reporte AFC Reporte | Zemlianukhin 8' 41' · Bernhardt 29' (pen.) | Asistencia: 10 000 espectadores Árbitro(s): Sukhbir Singh | Asistencia: 10 000 espectadores Árbitro(s): Sukhbir Singh |
| Jugador del partido: Anton Zemlianukhin |                   |                          |                                            |                                                           |                                                           |

| 16 de junio de 2015, 20:00 (UTC+6) | Kirguistán      | 1:2 (0:1)                | Australia            | Estadio Spartak, Biskek                                     |                                                             |
|                                    | Baimatov 90'+2' | FIFA Reporte AFC Reporte | Jedinak 2' · Oar 67' | Asistencia: 18 000 espectadores Árbitro(s): Khamis Al Marri | Asistencia: 18 000 espectadores Árbitro(s): Khamis Al Marri |
| Jugador del partido: Mile Jedinak  |                 |                          |                      |                                                             |                                                             |

| 16 de junio de 2015, 17:00 (UTC+6) | Bangladés    | 1:1 (0:0)                | Tayikistán     | Estadio Nacional Bangabandhu, Daca                     |                                                        |
|                                    | J. Hasan 50' | FIFA Reporte AFC Reporte | Fatkhuloev 88' | Asistencia: 12 000 espectadores Árbitro(s): Lee Min-Hu | Asistencia: 12 000 espectadores Árbitro(s): Lee Min-Hu |
| Jugador del partido: Mamunul Islam |              |                          |                |                                                        |                                                        |

| 3 de septiembre de 2015, 19:00 (UTC+8) | Australia                                                       | 5:0 (4:0)                | Bangladés | Perth Oval, Perth                                       |                                                         |
|                                        | Leckie 6' · Rogić 8' · Barman 20' (a.g.) · Burns 29' · Mooy 61' | FIFA Reporte AFC Reporte |           | Asistencia: 19 495 espectadores Árbitro(s): Vo Minh Tri | Asistencia: 19 495 espectadores Árbitro(s): Vo Minh Tri |
| Jugador del partido: Tom Rogić         |                                                                 |                          |           |                                                         |                                                         |

| 3 de septiembre de 2015, 19:00 (UTC+3) | Jordania | 0:0                      | Kirguistán | Estadio Internacional, Amán                               |                                                           |
|                                        |          | FIFA Reporte AFC Reporte |            | Asistencia: 5012 espectadores Árbitro(s): Mohd Bin Yaacob | Asistencia: 5012 espectadores Árbitro(s): Mohd Bin Yaacob |
| Jugador del partido: Amer Shafi        |          |                          |            |                                                           |                                                           |

| 8 de septiembre de 2015, 17:00 (UTC+6) | Bangladés | 0:4 (0:2)                | Jordania                                           | Estadio Nacional Bangabandhu, Daca                       |                                                          |
|                                        |           | FIFA Reporte AFC Reporte | Deeb 13' (pen.) 56' · Abu Amarah 33' · Bakheet 58' | Asistencia: 12 000 espectadores Árbitro(s): Yu Ming-Hsun | Asistencia: 12 000 espectadores Árbitro(s): Yu Ming-Hsun |
| Jugador del partido: Abdallah Deeb     |           |                          |                                                    |                                                          |                                                          |

| 8 de septiembre de 2015, 18:00 (UTC+5) | Tayikistán | 0:3 (0:0)                | Australia                        | Estadio Pamir, Dusambé                                              |                                                                     |
|                                        |            | FIFA Reporte AFC Reporte | Milligan 57' · Cahill 73' 90'+1' | Asistencia: 19 000 espectadores Árbitro(s): Jameel Juma Abdulhusain | Asistencia: 19 000 espectadores Árbitro(s): Jameel Juma Abdulhusain |
| Jugador del partido: Tim Cahill        |            |                          |                                  |                                                                     |                                                                     |

| 8 de octubre de 2015, 20:00 (UTC+6)     | Kirguistán                                  | 2:2 (1:0)                | Tayikistán                            | Estadio Spartak, Biskek                                       |                                                               |
|                                         | Duyshobekov 7' · Zemlianukhin 90'+4' (pen.) | FIFA Reporte AFC Reporte | M. Dzhalilov 65' · Nazarov 71' (pen.) | Asistencia: 17 600 espectadores Árbitro(s): Mooud Bonyadifard | Asistencia: 17 600 espectadores Árbitro(s): Mooud Bonyadifard |
| Jugador del partido: Anton Zemlianukhin |                                             |                          |                                       |                                                               |                                                               |

| 8 de octubre de 2015, 17:00 (UTC+3) | Jordania                             | 2:0 (0:0)                | Australia | Estadio Internacional, Amán                              |                                                          |
|                                     | Mahmoud 47' (pen.) · Al-Daradreh 84' | FIFA Reporte AFC Reporte |           | Asistencia: 11 462 espectadores Árbitro(s): Masaaki Toma | Asistencia: 11 462 espectadores Árbitro(s): Masaaki Toma |
| Jugador del partido: Amer Shafi     |                                      |                          |           |                                                          |                                                          |

| 13 de octubre de 2015, 19:00 (UTC+3)   | Jordania                             | 3:0 (0:0)                | Tayikistán | Estadio Internacional, Amán                                    |                                                                |
|                                        | Al-Daradreh 65' 90'+4' · Mahmoud 67' | FIFA Reporte AFC Reporte |            | Asistencia: 15 000 espectadores Árbitro(s): Abdullah Al Hilali | Asistencia: 15 000 espectadores Árbitro(s): Abdullah Al Hilali |
| Jugador del partido: Hamza Al-Daradreh |                                      |                          |            |                                                                |                                                                |

| 13 de octubre de 2015, 20:00 (UTC+6) | Kirguistán           | 2:0 (1:0)                | Bangladés | Estadio Spartak, Biskek                                        |                                                                |
|                                      | Lux 27' · Amirov 89' | FIFA Reporte AFC Reporte |           | Asistencia: 12 001 espectadores Árbitro(s): Jameel Abdulhusain | Asistencia: 12 001 espectadores Árbitro(s): Jameel Abdulhusain |
| Jugador del partido: Vitalij Lux     |                      |                          |           |                                                                |                                                                |

| 12 de noviembre de 2015, 20:00 (UTC+11) | Australia                                           | 3:0 (1:0)                | Kirguistán | Estadio Canberra, Canberra                               |                                                          |
|                                         | Jedinak 40' (pen.) · Cahill 50' · Amirov 69' (a.g.) | FIFA Reporte AFC Reporte |            | Asistencia: 19 412 espectadores Árbitro(s): Kim Sang-Woo | Asistencia: 19 412 espectadores Árbitro(s): Kim Sang-Woo |
| Jugador del partido: Aaron Mooy         |                                                     |                          |            |                                                          |                                                          |

| 12 de noviembre de 2015, 17:00 (UTC+5)   | Tayikistán                                        | 5:0 (2:0)                | Bangladés | Estadio Pamir, Dusambé                                 |                                                        |
|                                          | M. Dzhalilov 16' 26' 59' 74' · Nazarov 51' (pen.) | FIFA Reporte AFC Reporte |           | Asistencia: 5500 espectadores Árbitro(s): Ali Al Qaysi | Asistencia: 5500 espectadores Árbitro(s): Ali Al Qaysi |
| Jugador del partido: Manuchehr Dzhalilov |                                                   |                          |           |                                                        |                                                        |

| 17 de noviembre de 2015, 17:30 UTC+6 | Bangladés | 0:4 (0:4)                | Australia                       | Estadio Nacional Bangabandhu, Daca                  |                                                     |
|                                      |           | FIFA Reporte AFC Reporte | Cahill 6' 32' 37' · Jedinak 43' | Asistencia: 19 730 espectadores Árbitro(s): Wang Di | Asistencia: 19 730 espectadores Árbitro(s): Wang Di |
| Jugador del partido: Tim Cahill      |           |                          |                                 |                                                     |                                                     |

| 17 de noviembre de 2015, 20:00 (UTC+6)  | Kirguistán       | 1:0 (0:0)                | Jordania | Estadio Spartak, Biskek                                        |                                                                |
|                                         | Zemlianukhin 48' | FIFA Reporte AFC Reporte |          | Asistencia: 14 000 espectadores Árbitro(s): Çarymyrat Kurbanow | Asistencia: 14 000 espectadores Árbitro(s): Çarymyrat Kurbanow |
| Jugador del partido: Anton Zemlianukhin |                  |                          |          |                                                                |                                                                |

| 24 de marzo de 2016, 14:30 (UTC+2)     | Jordania                                                                                               | 8:0 (5:0)                | Bangladés | Estadio Internacional, Amán                                   |                                                               |
|                                        | Al-Daradreh 7' 23' 40' · Deeb 29' (pen.) · Al-Rawashdeh 32' · Faisal 63' · Al-Naber 82' · Samir 90'+2' | FIFA Reporte AFC Reporte |           | Asistencia: 6000 espectadores Árbitro(s): Muhammad Bin Jahari | Asistencia: 6000 espectadores Árbitro(s): Muhammad Bin Jahari |
| Jugador del partido: Hamza Al-Daradreh | |                          |           |                                                               |                                                               |

| 24 de marzo de 2016, 19:30 (UTC+10:30) | Australia                                                                            | 7:0 (2:0)                | Tayikistán | Adelaide Oval, Adelaide                                    |                                                            |
|                                        | Luongo 3' · Jedinak 13' (pen.) · Milligan 57' (pen.) · Burns 67' 87' · Rogić 70' 72' | FIFA Reporte AFC Reporte |            | Asistencia: 35 439 espectadores Árbitro(s): Fahad Al Marri | Asistencia: 35 439 espectadores Árbitro(s): Fahad Al Marri |
| Jugador del partido: Nathan Burns      |                                                                                      |                          |            |                                                            |                                                            |

| 29 de marzo de 2016, 18:00 (UTC+5) | Tayikistán | 0:1 (0:1)                | Kirguistán | Estadio Pamir, Dusambé                                |                                                       |
|                                    |            | FIFA Reporte AFC Reporte | Lux 18'    | Asistencia: 7500 espectadores Árbitro(s): Aziz Asimov | Asistencia: 7500 espectadores Árbitro(s): Aziz Asimov |
| Jugador del partido: Vitalij Lux   |            |                          |            |                                                       |                                                       |

| 29 de marzo de 2016, 20:00 (UTC+11) | Australia                                          | 5:1 (3:0)                | Jordania | Sydney Football Stadium, Sídney                            |                                                            |
|                                     | Cahill 24' 44' · Mooy 39' · Rogić 53' · Luongo 69' | FIFA Reporte AFC Reporte | Deeb 90' | Asistencia: 24 975 espectadores Árbitro(s): Kim Jong-Hyeok | Asistencia: 24 975 espectadores Árbitro(s): Kim Jong-Hyeok |
| Jugador del partido: Tim Cahill     |                                                    |                          |          |                                                            |                                                            |

### Grupo C
| Selección | Pts. | PJ | PG | PE | PP | GF | GC | Dif |
| --------- | ---- | -- | -- | -- | -- | -- | -- | --- |
| Catar     | 21   | 8  | 7  | 0  | 1  | 29 | 4  | +25 |
| China     | 17   | 8  | 5  | 2  | 1  | 27 | 1  | +26 |
| Hong Kong | 14   | 8  | 4  | 2  | 2  | 13 | 5  | +8  |
| Maldivas  | 6    | 8  | 2  | 0  | 6  | 8  | 20 | -12 |
| Bután     | 0    | 8  | 0  | 0  | 8  | 5  | 52 | -47 |

| 11 de junio de 2015, 21:00 (UTC+5)    | Maldivas | 0:1 (0:0)                | Catar           | Estadio Nacional de Fútbol de Maldivas, Malé             |                                                          |
|                                       |          | FIFA Reporte AFC Reporte | El Sayed 90'+8' | Asistencia: 9000 espectadores Árbitro(s): Yudai Yamamoto | Asistencia: 9000 espectadores Árbitro(s): Yudai Yamamoto |
| Jugador del partido: Mohamed El-Sayed |          |                          |                 |                                                          |                                                          |

| 11 de junio de 2015, 20:00 (UTC+8) | Hong Kong                                                                             | 7:0 (5:0)                | Bután | Estadio Mong Kok, Hong Kong                                   |                                                               |
|                                    | McKee 19' 57' · Annan 23' · K.Y. Lo 30' · Ju 42' · K.W. Lam 49' (pen.) · Karikari 67' | FIFA Reporte AFC Reporte |       | Asistencia: 6326 espectadores Árbitro(s): Charymurat Kurbanov | Asistencia: 6326 espectadores Árbitro(s): Charymurat Kurbanov |
| Jugador del partido: Jaimes McKee  |                                                                                       |                          |       |                                                               |                                                               |

| 16 de junio de 2015, 16:00 (UTC+6) | Bután | 0:6 (0:1)                | China                                     | Estadio Changlimithang, Timbu                               |                                                             |
|                                    |       | FIFA Reporte AFC Reporte | Yang 45'+2' 60' 76' · Wu 55' · Yu 67' 83' | Asistencia: 10 000 espectadores Árbitro(s): Rowan Arumughan | Asistencia: 10 000 espectadores Árbitro(s): Rowan Arumughan |
| Jugador del partido: Yang Xu       |       |                          |                                           |                                                             |                                                             |

| 16 de junio de 2015, 20:00 (UTC+8)    | Hong Kong             | 2:0 (0:0)                | Maldivas | Estadio Mong Kok, Hong Kong                           |                                                       |
|                                       | Xu 63' · K.W. Lam 67' | FIFA Reporte AFC Reporte |          | Asistencia: 6370 espectadores Árbitro(s): Kim Pan-Gon | Asistencia: 6370 espectadores Árbitro(s): Kim Pan-Gon |
| Jugador del partido: Godfred Karikari |                       |                          |          |                                                       |                                                       |

| 3 de septiembre de 2015, 19:35 (UTC+8) | China | 0:0                      | Hong Kong | Estadio Bao'an, Shenzhen                                     |                                                              |
|                                        |       | FIFA Reporte AFC Reporte |           | Asistencia: 26 173 espectadores Árbitro(s): Strebre Delovski | Asistencia: 26 173 espectadores Árbitro(s): Strebre Delovski |
| Jugador del partido: Yapp Hung Fai     |       |                          |           |                                                              |                                                              |

| 3 de septiembre de 2015, 19:00 (UTC+3) | Catar | 15:0 (9:0)               | Bután | Estadio Jassim Bin Hamad, Doha                              |                                                             |
|                                        | Musa 8' 28' · K. Mohammed 18' · Assadalla 21' 45' 63' · Al Haidos 25' 87' · Muntari 37' 41' 48' · Afif 57' · Khoukhi 62' 70' · I. Mohammed 75' | FIFA Reporte AFC Reporte |       | Asistencia: 2022 espectadores Árbitro(s): Mohammad Abu Loum | Asistencia: 2022 espectadores Árbitro(s): Mohammad Abu Loum |
| Jugador del partido: Ali Assadalla     | |                          |       |                                                             |                                                             |

| 8 de septiembre de 2015, 20:00 (UTC+8) | Hong Kong                 | 2:3 (0:1)                | Catar                               | Estadio Mong Kok, Hong Kong                            |                                                        |
|                                        | Bai He 87' · Karikari 88' | FIFA Reporte AFC Reporte | Boudiaf 22' · Hassan 62' · Musa 84' | Asistencia: 6396 espectadores Árbitro(s): Kim Sang-Woo | Asistencia: 6396 espectadores Árbitro(s): Kim Sang-Woo |
| Jugador del partido: Karim Boudiaf     |                           |                          |                                     |                                                        |                                                        |

| 8 de septiembre de 2015, 19:35 (UTC+8) | Maldivas | 0:3 (0:1)                | China                      | Estadio Olímpico, Shenyang (China)                        |                                                           |
|                                        |          | FIFA Reporte AFC Reporte | D. Yu 8' 57' · Linpeng 66' | Asistencia: 28 036 espectadores Árbitro(s): Sukhbir Singh | Asistencia: 28 036 espectadores Árbitro(s): Sukhbir Singh |
| Jugador del partido: Yu Dabao          |          |                          |                            |                                                           |                                                           |

| 8 de octubre de 2015, 18:00 (UTC+6) | Bután                                        | 3:4 (0:3)                | Maldivas                               | Estadio Changlimithang, Timbu                                |                                                              |
|                                     | Dorji 85' · C. Gyeltshen 88' · Basnet 90'+1' | FIFA Reporte AFC Reporte | Nashid 11' · Ashfaq 23' 33' 57' (pen.) | Asistencia: 7000 espectadores Árbitro(s): Tayab Shamsuzzaman | Asistencia: 7000 espectadores Árbitro(s): Tayab Shamsuzzaman |
| Jugador del partido: Ali Ashfaq     |                                              |                          |                                        |                                                              |                                                              |

| 8 de octubre de 2015, 18:30 (UTC+3) | Catar       | 1:0 (1:0)                | China | Estadio Jassim Bin Hamad, Doha                         |                                                        |
|                                     | Boudiaf 22' | FIFA Reporte AFC Reporte |       | Asistencia: 7730 espectadores Árbitro(s): Ko Hyung-Jin | Asistencia: 7730 espectadores Árbitro(s): Ko Hyung-Jin |
| Jugador del partido: Karim Boudiaf  |             |                          |       |                                                        |                                                        |

| 13 de octubre de 2015, 18:30 (UTC+3) | Catar                                           | 4:0 (1:0)                | Maldivas | Estadio Jassim Bin Hamad, Doha                         |                                                        |
|                                      | Khoukhi 28' 70' · K. Mohammed 69' · Musa 90'+2' | FIFA Reporte AFC Reporte |          | Asistencia: 4006 espectadores Árbitro(s): Ahmed Al Kaf | Asistencia: 4006 espectadores Árbitro(s): Ahmed Al Kaf |
| Jugador del partido: Boualem Khoukhi |                                                 |                          |          |                                                        |                                                        |

| 13 de octubre de 2015, 18:00 (UTC+6) | Bután | 0:1 (0:0)                | Hong Kong | Estadio Changlimithang, Timbu                         |                                                       |
|                                      |       | FIFA Reporte AFC Reporte | Chan 89'  | Asistencia: 7280 espectadores Árbitro(s): Aziz Asimov | Asistencia: 7280 espectadores Árbitro(s): Aziz Asimov |
| Jugador del partido: Hari Gurung     |       |                          |           |                                                       |                                                       |

| 12 de noviembre de 2015, 19:35 (UTC+8) | China                                                                                                  | 12:0 (7:0)               | Bután | Estadio Helong, Changsha                                   |                                                            |
|                                        | Mei 10' · Yang 13' 21' (pen.) 37' 52' · D. Yu 16' 39' · H. Yu 34' 72' · Y. Wang 66' 81' · X. Zhang 88' | FIFA Reporte AFC Reporte |       | Asistencia: 27 358 espectadores Árbitro(s): Marai Al-Awaji | Asistencia: 27 358 espectadores Árbitro(s): Marai Al-Awaji |
| Jugador del partido: Yang Xu           | |                          |       |                                                            |                                                            |

| 12 de noviembre de 2015, 15:50 (UTC+5) | Maldivas | 0:1 (0:1)                | Hong Kong           | Estadio Nacional de Fútbol de Maldivas, Malé               |                                                            |
|                                        |          | FIFA Reporte AFC Reporte | Paulinho 13' (pen.) | Asistencia: 6000 espectadores Árbitro(s): Ammar Al-Jeneibi | Asistencia: 6000 espectadores Árbitro(s): Ammar Al-Jeneibi |
| Jugador del partido: Paulinho          |          |                          |                     |                                                            |                                                            |

| 17 de noviembre de 2015, 20:00 UTC+8 | Hong Kong | 0:0                      | China | Estadio Mong Kok, Hong Kong                               |                                                           |
|                                      |           | FIFA Reporte AFC Reporte |       | Asistencia: 6071 espectadores Árbitro(s): Nawaf Shukralla | Asistencia: 6071 espectadores Árbitro(s): Nawaf Shukralla |
| Jugador del partido: Yapp Hung Fai   |           |                          |       |                                                           |                                                           |

| 17 de noviembre de 2015, 18:00 UTC+6  | Bután | 0:3 (0:2)                | Catar                           | Estadio Changlimithang, Timbu                             |                                                           |
|                                       |       | FIFA Reporte AFC Reporte | Muntari 22' · Al Haidos 36' 90' | Asistencia: 4128 espectadores Árbitro(s): Ilgiz Tantashev | Asistencia: 4128 espectadores Árbitro(s): Ilgiz Tantashev |
| Jugador del partido: Hassan Al Haidos |       |                          |                                 |                                                           |                                                           |

| 24 de marzo de 2016, 19:00 (UTC+3) | Catar                     | 2:0 (1:0)                | Hong Kong | Estadio Jassim Bin Hamad, Doha                                 |                                                                |
|                                    | Al Haidos 20' · Soria 87' | FIFA Reporte AFC Reporte |           | Asistencia: 10 170 espectadores Árbitro(s): Dmitriy Mashentsev | Asistencia: 10 170 espectadores Árbitro(s): Dmitriy Mashentsev |
| Jugador del partido: Amine Lecomte |                           |                          |           |                                                                |                                                                |

| 24 de marzo de 2016, 19:35 (UTC+8) | China                       | 4:0 (2:0)                | Maldivas | Estadio Wuhan Sports Center, Wuhan                       |                                                          |
|                                    | Jiang 3' 84' 90' · Yang 12' | FIFA Reporte AFC Reporte |          | Asistencia: 32 618 espectadores Árbitro(s): Ali Al Qaysi | Asistencia: 32 618 espectadores Árbitro(s): Ali Al Qaysi |
| Jugador del partido: Jiang Ning    |                             |                          |          |                                                          |                                                          |

| 29 de marzo de 2016, 21:00 (UTC+5) | Maldivas                                            | 4:2 (1:1)                | Bután                              | Estadio Nacional de Fútbol de Maldivas, Malé           |                                                        |
|                                    | Asadhulla 37' · Ashfaq 81' (pen.) 90'+4' · Naiz 87' | FIFA Reporte AFC Reporte | C. Gyeltshen 7' · Dorji 48' (pen.) | Asistencia: 4102 espectadores Árbitro(s): Kim Sang-Woo | Asistencia: 4102 espectadores Árbitro(s): Kim Sang-Woo |
| Jugador del partido: Ali Ashfaq    |                                                     |                          |                                    |                                                        |                                                        |

| 29 de marzo de 2016, 20:15 (UTC+8) | China              | 2;0 (0:0)                | Catar | Estadio Shaanxi Province, Xi'an                             |                                                             |
|                                    | Bowen 57' · Wu 88' | FIFA Reporte AFC Reporte |       | Asistencia: 46 718 espectadores Árbitro(s): Mohd Bin Yaacob | Asistencia: 46 718 espectadores Árbitro(s): Mohd Bin Yaacob |
| Jugador del partido: Huang Bowen   |                    |                          |       |                                                             |                                                             |

### Grupo D
| Selección    | Pts. | PJ | PG | PE | PP | GF | GC | Dif |
| ------------ | ---- | -- | -- | -- | -- | -- | -- | --- |
| Irán         | 20   | 8  | 6  | 2  | 0  | 26 | 3  | +23 |
| Omán         | 14   | 8  | 4  | 2  | 2  | 11 | 7  | +4  |
| Turkmenistán | 13   | 8  | 4  | 1  | 3  | 10 | 11 | -1  |
| Guam         | 7    | 8  | 2  | 1  | 5  | 3  | 16 | -13 |
| India        | 3    | 8  | 1  | 0  | 7  | 5  | 18 | -13 |

| 11 de junio de 2015, 19:00 (UTC+5:30) | India       | 1:2 (1:2)                | Omán                          | Estadio Sree Kanteerava, Bangalore                       |                                                          |
|                                       | Chhetri 26' | FIFA Reporte AFC Reporte | Said 1' · Al-Hosni 40' (pen.) | Asistencia: 19 312 espectadores Árbitro(s): Ko Hyung-Jin | Asistencia: 19 312 espectadores Árbitro(s): Ko Hyung-Jin |
| Jugador del partido: Qasim Said       |             |                          |                               |                                                          |                                                          |

| 11 de junio de 2015, 16:15 (UTC+10)  | Guam                  | 1:0 (1:0)                | Turkmenistán | Centro Nacional de Entrenamiento GFA, Dededo      |                                                   |
|                                      | Annaorazov 14' (a.g.) | FIFA Reporte AFC Reporte |              | Asistencia: 3000 espectadores Árbitro(s): Wang Di | Asistencia: 3000 espectadores Árbitro(s): Wang Di |
| Jugador del partido: Douglas Herrick |                       |                          |              |                                                   |                                                   |

| 16 de junio de 2015, 18:00 (UTC+5)   | Turkmenistán    | 1:1 (1:1)                | Irán      | Estadio Sport Toplumy, Daşoguz                                      |                                                                     |
|                                      | Mingazov 45'+1' | FIFA Reporte AFC Reporte | Azmoun 4' | Asistencia: 10 000 espectadores Árbitro(s): Jameel Juma Abdulhusain | Asistencia: 10 000 espectadores Árbitro(s): Jameel Juma Abdulhusain |
| Jugador del partido: Nikita Gorbunov |                 |                          |           |                                                                     |                                                                     |

| 16 de junio de 2015, 16:15 (UTC+10)  | Guam                       | 2:1 (1:0)                | India          | Centro Nacional de Entrenamiento GFA, Dededo          |                                                       |
|                                      | McDonald 37' · Nicklaw 62' | FIFA Reporte AFC Reporte | Chhetri 90'+3' | Asistencia: 3277 espectadores Árbitro(s): Võ Minh Trí | Asistencia: 3277 espectadores Árbitro(s): Võ Minh Trí |
| Jugador del partido: Brandon Marquee |                            |                          |                |                                                       |                                                       |

| 3 de septiembre de 2015, 19:00 (UTC+4:30) | Irán                                                              | 6:0 (4:0)                | Guam | Estadio Azadi, Teherán                                      |                                                             |
|                                           | Dejagah 10' (pen.) · Taremi 31' 65' · Azmoun 34' 41' · Torabi 89' | FIFA Reporte AFC Reporte |      | Asistencia: 11 232 espectadores Árbitro(s): Khamis Al Marri | Asistencia: 11 232 espectadores Árbitro(s): Khamis Al Marri |
| Jugador del partido: Sardar Azmoun        |                                                                   |                          |      |                                                             |                                                             |

| 3 de septiembre de 2015, 19:00 (UTC+4)  | Omán                                                 | 3:1 (2:0)                | Turkmenistán | Estadio Al-Seeb, Seeb                                         |                                                               |
|                                         | Ibrahim Saleh 7' · Saparow 11' (a.g.) · Al-Hosni 59' | FIFA Reporte AFC Reporte | Amanov 82'   | Asistencia: 7500 espectadores Árbitro(s): Muhammad Bin Jahari | Asistencia: 7500 espectadores Árbitro(s): Muhammad Bin Jahari |
| Jugador del partido: Raed Ibrahim Saleh |                                                      |                          |              |                                                               |                                                               |

| 8 de septiembre de 2015, 16:00 (UTC+10) | Guam | 0:0                      | Omán | Centro Nacional de Entrenamiento GFA, Dededo              |                                                           |
|                                         |      | FIFA Reporte AFC Reporte |      | Asistencia: 2239 espectadores Árbitro(s): Hiroyuki Kimura | Asistencia: 2239 espectadores Árbitro(s): Hiroyuki Kimura |
| Jugador del partido: Dallas Jaye        |      |                          |      |                                                           |                                                           |

| 8 de septiembre de 2015, 19:00 (UTC+5:30) | India | 0:3 (0:1)                | Irán                                     | Estadio Sree Kanteerava, Bangalore                           |                                                              |
|                                           |       | FIFA Reporte AFC Reporte | Azmoun 28' · Teymourian 46' · Taremi 49' | Asistencia: 14 500 espectadores Árbitro(s): Ammar Al-Jeneibi | Asistencia: 14 500 espectadores Árbitro(s): Ammar Al-Jeneibi |
| Jugador del partido: Andranik Teymourian  |       |                          |                                          |                                                              |                                                              |

| 8 de octubre de 2015, 18:00 (UTC+5)     | Turkmenistán           | 2:1 (1:1)                | India          | Estadio Köpetdag, Asjabad                                    |                                                              |
|                                         | Abylov 8' · Amanov 60' | FIFA Reporte AFC Reporte | Lalpekhlua 28' | Asistencia: 20 100 espectadores Árbitro(s): Masoud Tufaylieh | Asistencia: 20 100 espectadores Árbitro(s): Masoud Tufaylieh |
| Jugador del partido: Arslanmyrat Amanov |                        |                          |                |                                                              |                                                              |

| 8 de octubre de 2015, 18:30 (UTC+4)   | Omán            | 1:1 (0:0)                | Irán         | Complejo Deportivo del Sultan Qaboos, Mascate                  |                                                                |
|                                       | Al Mukhaini 52' | FIFA Reporte AFC Reporte | Hosseini 70' | Asistencia: 12 400 espectadores Árbitro(s): Valentin Kovalenko | Asistencia: 12 400 espectadores Árbitro(s): Valentin Kovalenko |
| Jugador del partido: Saad Al Mukhaini |                 |                          |              |                                                                |                                                                |

| 13 de octubre de 2015, 18:30 (UTC+4)      | Omán                             | 3:0 (0:0)                | India | Complejo Deportivo del Sultan Qaboos, Mascate              |                                                            |
|                                           | Mubarak 55' · Al Muqbali 67' 84' | FIFA Reporte AFC Reporte |       | Asistencia: 11 000 espectadores Árbitro(s): Fahad Al Marri | Asistencia: 11 000 espectadores Árbitro(s): Fahad Al Marri |
| Jugador del partido: Abdulaziz Al Muqbali |                                  |                          |       |                                                            |                                                            |

| 13 de octubre de 2015, 18:00 (UTC+5) | Turkmenistán | 1:0 (1:0)                | Guam | Estadio Köpetdag, Asjabad                                    |                                                              |
|                                      | Abylov 16'   | FIFA Reporte AFC Reporte |      | Asistencia: 20 200 espectadores Árbitro(s): Turki Al-Khudair | Asistencia: 20 200 espectadores Árbitro(s): Turki Al-Khudair |
| Jugador del partido: Guvanch Abylov  |              |                          |      |                                                              |                                                              |

| 12 de noviembre de 2015, 15:00 (UTC+3:30) | Irán                                                 | 3:1 (1:0)                | Turkmenistán | Estadio Azadi, Teherán                                   |                                                          |
|                                           | Pouraliganji 6' · Ezatolahi 64' · Dejagah 83' (pen.) | FIFA Reporte AFC Reporte | Saparow 62'  | Asistencia: 35 800 espectadores Árbitro(s): Kim Dong-Jin | Asistencia: 35 800 espectadores Árbitro(s): Kim Dong-Jin |
| Jugador del partido: Ashkan Dejagah       |                                                      |                          |              |                                                          |                                                          |

| 12 de noviembre de 2015, 19:00 (UTC+5:30) | India     | 1:0 (1:0)                | Guam | Estadio Sree Kanteerava, Bangalore                       |                                                          |
|                                           | Singh 10' | FIFA Reporte AFC Reporte |      | Asistencia: 6277 espectadores Árbitro(s): Jarred Gillett | Asistencia: 6277 espectadores Árbitro(s): Jarred Gillett |
| Jugador del partido: Robin Singh          |           |                          |      |                                                          |                                                          |

| 17 de noviembre de 2015, 15:30 (UTC+10)  | Guam | 0:6 (0:2)                | Irán                                                                                 | Centro Nacional de Entrenamiento GFA, Dededo          |                                                       |
|                                          |      | FIFA Reporte AFC Reporte | Taremi 12' 63' · Kamyabinia 32' · Rezaeian 49' · Shojaei 52' (pen.) · Ansarifard 53' | Asistencia: 2087 espectadores Árbitro(s): Ho Wai Sing | Asistencia: 2087 espectadores Árbitro(s): Ho Wai Sing |
| Jugador del partido: Andranik Teymourian |      |                          |                                                                                      |                                                       |                                                       |

| 17 de noviembre de 2015, 18:00 (UTC+5) | Turkmenistán                | 2:1 (1:0)                | Omán            | Estadio Köpetdag, Asjabad                           |                                                     |
|                                        | Geworkyan 40' · Muhadow 67' | FIFA Reporte AFC Reporte | Al-Ghassany 70' | Asistencia: 23 100 espectadores Árbitro(s): Ma Ning | Asistencia: 23 100 espectadores Árbitro(s): Ma Ning |
| Jugador del partido: Artur Geworkyan   |                             |                          |                 |                                                     |                                                     |

| 24 de marzo de 2016, 19:00 (UTC+4) | Omán        | 1:0 (0:0)                | Guam | Complejo Deportivo del Sultan Qaboos, Mascate               |                                                             |
|                                    | Mubarak 53' | FIFA Reporte AFC Reporte |      | Asistencia: 8000 espectadores Árbitro(s): Jameel Abdulhusin | Asistencia: 8000 espectadores Árbitro(s): Jameel Abdulhusin |
| Jugador del partido: Ahmed Mubarak |             |                          |      |                                                             |                                                             |

| 24 de marzo de 2016, 19:00 (UTC+4:30) | Irán                                                         | 4:0 (1:0)                | India | Estadio Azadi, Teherán                                  |                                                         |
|                                       | Hajsafi 33' (pen.) 66' (pen.) · Azmoun 61' · Jahanbakhsh 78' | FIFA Reporte AFC Reporte |       | Asistencia: 29 160 espectadores Árbitro(s): Võ Minh Trí | Asistencia: 29 160 espectadores Árbitro(s): Võ Minh Trí |
| Jugador del partido: Ehsan Hajsafi    |                                                              |                          |       |                                                         |                                                         |

| 29 de marzo de 2016, 18:00 (UTC+5:30) | India       | 1:2 (1:0)                | Turkmenistán            | Estadio Jawaharlal Nehru, Cochín                          |                                                           |
|                                       | Jhingan 26' | FIFA Reporte AFC Reporte | Amanov 48' · Ataýew 70' | Asistencia: 3111 espectadores Árbitro(s): Khamis Al Marri | Asistencia: 3111 espectadores Árbitro(s): Khamis Al Marri |
| Jugador del partido: Serdarali Atayev |             |                          |                         |                                                           |                                                           |

| 29 de marzo de 2016, 19:00 (UTC+4:30) | Irán           | 2:0 (2:0)                | Omán | Estadio Azadi, Teherán                                  |                                                         |
|                                       | Azmoun 16' 23' | FIFA Reporte AFC Reporte |      | Asistencia: 33 850 espectadores Árbitro(s): Minoru Tōjō | Asistencia: 33 850 espectadores Árbitro(s): Minoru Tōjō |
| Jugador del partido: Ashkan Dejagah   |                |                          |      |                                                         |                                                         |

### Grupo E
| Selección  | Pts. | PJ | PG | PE | PP | GF | GC | Dif |
| ---------- | ---- | -- | -- | -- | -- | -- | -- | --- |
| Japón      | 22   | 8  | 7  | 1  | 0  | 27 | 0  | +27 |
| Siria      | 18   | 8  | 6  | 0  | 2  | 26 | 11 | +15 |
| Singapur   | 10   | 8  | 3  | 1  | 4  | 9  | 9  | 0   |
| Afganistán | 9    | 8  | 3  | 0  | 5  | 8  | 24 | -16 |
| Camboya    | 0    | 8  | 0  | 0  | 8  | 1  | 27 | -26 |

| 11 de junio de 2015, 20:00 (UTC+4:30) | Afganistán | 0:6 (0:3)                | Siria                                                                    | Estadio Samen, Mashhad (Irán)                             |                                                           |
|                                       |            | FIFA Reporte AFC Reporte | Rafe 19' 35' · Al Ajan 42' · Al Hussein 70' · Malki 75' · Kharbin 90'+4' | Asistencia: 7647 espectadores Árbitro(s): Ilgiz Tantashev | Asistencia: 7647 espectadores Árbitro(s): Ilgiz Tantashev |
| Jugador del partido: Ahmad Hatifi     |            |                          |                                                                          |                                                           |                                                           |

| 11 de junio de 2015, 18:30 (UTC+7)     | Camboya | 0:4 (0:3)                | Singapur                                     | Estadio Olímpico, Nom Pen                                |                                                          |
|                                        |         | FIFA Reporte AFC Reporte | Amri 9' · Bin Baharudin 21' 35' · Shahul 55' | Asistencia: 63 000 espectadores Árbitro(s): Liu Kwok Man | Asistencia: 63 000 espectadores Árbitro(s): Liu Kwok Man |
| Jugador del partido: Safuwan Baharudin |         |                          |                                              |                                                          |                                                          |

| 16 de junio de 2015, 19:30 (UTC+9) | Japón | 0:0                      | Singapur | Estadio de Saitama, Saitama                                            |                                                                        |
|                                    |       | FIFA Reporte AFC Reporte |          | Asistencia: 57 533 espectadores Árbitro(s): Mohanad Qasim Eesee Sarray | Asistencia: 57 533 espectadores Árbitro(s): Mohanad Qasim Eesee Sarray |
| Jugador del partido: Izwan Mahbud  |       |                          |          |                                                                        |                                                                        |

| 16 de junio de 2015, 18:30 (UTC+7) | Camboya | 0:1 (0:0)                | Afganistán | Estadio Olímpico, Nom Pen                                  |                                                            |
|                                    |         | FIFA Reporte AFC Reporte | Zazai 86'  | Asistencia: 55 000 espectadores Árbitro(s): Marai Al-Awaji | Asistencia: 55 000 espectadores Árbitro(s): Marai Al-Awaji |
| Jugador del partido: Mustafa Zazai |         |                          |            |                                                            |                                                            |

| 3 de septiembre de 2015, 19:30 (UTC+9) | Japón                                | 3:0 (1:0)                | Camboya | Estadio de Saitama, Saitama                             |                                                         |
|                                        | Honda 28' · Yoshida 50' · Kagawa 61' | FIFA Reporte AFC Reporte |         | Asistencia: 54 716 espectadores Árbitro(s): Kim Hee-Gon | Asistencia: 54 716 espectadores Árbitro(s): Kim Hee-Gon |
| Jugador del partido: Keisuke Honda     |                                      |                          |         |                                                         |                                                         |

| 3 de septiembre de 2015, 20:00 (UTC+4) | Siria        | 1:0 (0:0)                | Singapur | Complejo Deportivo del Sultan Qaboos, Mascate (Omán)      |                                                           |
|                                        | Al Jafal 59' | FIFA Reporte AFC Reporte |          | Asistencia: 100 espectadores Árbitro(s): Yousef Almarzouq | Asistencia: 100 espectadores Árbitro(s): Yousef Almarzouq |
| Jugador del partido: Omar Kharbin      |              |                          |          |                                                           |                                                           |

| 8 de septiembre de 2015, 18:30 (UTC+7) | Camboya | 0:6 (0:4)                | Siria                                                               | Estadio Olímpico, Nom Pen                           |                                                     |
|                                        |         | FIFA Reporte AFC Reporte | Kharbin 29' 39' · Malki 31' · Al Mawas 44' · Midani 50' · Omari 81' | Asistencia: 35 000 espectadores Árbitro(s): Wang Di | Asistencia: 35 000 espectadores Árbitro(s): Wang Di |
| Jugador del partido: Khoun Laboravy    |         |                          |                                                                     |                                                     |                                                     |

| 8 de septiembre de 2015, 16:55 (UTC+4:30) | Afganistán | 0:6 (0:2)                | Japón                                                        | Estadio Azadi, Teherán (Irán)                              |                                                            |
|                                           |            | FIFA Reporte AFC Reporte | Kagawa 10' 50' · Morishige 35' · Okazaki 57' 60' · Honda 74' | Asistencia: 8650 espectadores Árbitro(s): Khamis Al Kuwari | Asistencia: 8650 espectadores Árbitro(s): Khamis Al Kuwari |
| Jugador del partido: Shinji Kagawa        |            |                          |                                                              |                                                            |                                                            |

| 8 de octubre de 2015, 20:00 (UTC+8) | Singapur | 1:0 (0:0)                | Afganistán | Estadio Nacional, Singapur                            |                                                       |
|                                     | Amri 72' | FIFA Reporte AFC Reporte |            | Asistencia: 5400 espectadores Árbitro(s): Ng Chiu Kok | Asistencia: 5400 espectadores Árbitro(s): Ng Chiu Kok |
| Jugador del partido: Khairul Amri   |          |                          |            |                                                       |                                                       |

| 8 de octubre de 2015, 17:00 (UTC+4) | Siria | 0:3 (0:2)                | Japón                                      | Estadio Al-Seeb, Seeb (Omán)                             |                                                          |
|                                     |       | FIFA Reporte AFC Reporte | Honda 55' (pen.) · Okazaki 70' · Usami 88' | Asistencia: 680 espectadores Árbitro(s): Ravshan Irmatov | Asistencia: 680 espectadores Árbitro(s): Ravshan Irmatov |
| Jugador del partido: Keisuke Honda  |       |                          |                                            |                                                          |                                                          |

| 13 de octubre de 2015, 20:00 (UTC+4) | Siria                               | 5:2 (3:1)                | Afganistán                | Complejo Deportivo del Sultan Qaboos, Mascate (Omán)        |                                                             |
|                                      | Omari 9' 21' 83' · Al Mawas 32' 90' | FIFA Reporte AFC Reporte | Amiri 44' · Shayesteh 78' | Asistencia: 200 espectadores Árbitro(s): Dmitriy Mashentsev | Asistencia: 200 espectadores Árbitro(s): Dmitriy Mashentsev |
| Jugador del partido: Osama Omari     |                                     |                          |                           |                                                             |                                                             |

| 13 de octubre de 2015, 20:00 (UTC+8) | Singapur               | 2:1 (1:0)                | Camboya    | Estadio Nacional, Singapur                              |                                                         |
|                                      | Ramli 16' · Shahul 47' | FIFA Reporte AFC Reporte | Suhana 65' | Asistencia: 6650 espectadores Árbitro(s): Kim Dae-Young | Asistencia: 6650 espectadores Árbitro(s): Kim Dae-Young |
| Jugador del partido: Faris Ramli     |                        |                          |            |                                                         |                                                         |

| 12 de noviembre de 2015, 19:15 (UTC+8) | Singapur | 0:3 (0:2)                | Japón                                  | Estadio Nacional de Singapur, Singapur                       |                                                              |
|                                        |          | FIFA Reporte AFC Reporte | Kanazaki 20' · Honda 26' · Yoshida 88' | Asistencia: 33 868 espectadores Árbitro(s): Fahad Al-Mirdasi | Asistencia: 33 868 espectadores Árbitro(s): Fahad Al-Mirdasi |
| Jugador del partido: Makoto Hasebe     |          |                          |                                        |                                                              |                                                              |

| 12 de noviembre de 2015, 15:00 (UTC+3:30) | Afganistán                           | 3:0 (1:0)                | Camboya | Estadio Takhti, Teherán (Irán)                            |                                                           |
|                                           | Zazai 42' · Amiri 78' · Amani 90'+4' | FIFA Reporte AFC Reporte |         | Asistencia: 2585 espectadores Árbitro(s): Adham Makhadmeh | Asistencia: 2585 espectadores Árbitro(s): Adham Makhadmeh |
| Jugador del partido: Noroallah Amiri      |                                      |                          |         |                                                           |                                                           |

| 17 de noviembre de 2015, 19:14 (UTC+7) | Camboya | 0:2 (0:0)                | Japón                           | Estadio Olímpico, Nom Pen                           |                                                     |
|                                        |         | FIFA Reporte AFC Reporte | Laboravy 51' (a.g.) · Honda 90' | Asistencia: 29 871 espectadores Árbitro(s): Fu Ming | Asistencia: 29 871 espectadores Árbitro(s): Fu Ming |
| Jugador del partido: Keisuke Honda     |         |                          |                                 |                                                     |                                                     |

| 17 de noviembre de 2015, 20:00 (UTC+8) | Singapur                 | 1:2 (0:1)                | Siria              | Estadio Nacional, Singapur                               |                                                          |
|                                        | Bin Baharudin 89' (pen.) | FIFA Reporte AFC Reporte | Kharbin 20' 90'+3' | Asistencia: 7468 espectadores Árbitro(s): Kim Jong-Hyeok | Asistencia: 7468 espectadores Árbitro(s): Kim Jong-Hyeok |
| Jugador del partido: Omar Kharbin      |                          |                          |                    |                                                          |                                                          |

| 24 de marzo de 2015, 20:00 (UTC+4) | Siria                                                                       | 6:0 (2:0)                | Camboya | Estadio Al-Seeb, Seeb (Omán)                         |                                                      |
|                                    | Kharbin 7' 19' · Kallasi 57' · Leng 70' (a.g.) · Al Hussein 80' · Malki 84' | FIFA Reporte AFC Reporte |         | Asistencia: 100 espectadores Árbitro(s): Chris Beath | Asistencia: 100 espectadores Árbitro(s): Chris Beath |
| Jugador del partido: Omar Kharbin  |                                                                             |                          |         |                                                      |                                                      |

| 24 de marzo de 2015, 19:30 (UTC+9)  | Japón                                                                          | 5:0 (1:0)                | Afganistán | Estadio de Saitama, Saitama                                |                                                            |
|                                     | Okazaki 43' · Kiyotake 58' · Mukhammad 63' (a.g.) · Yoshida 74' · Kanazaki 78' | FIFA Reporte AFC Reporte |            | Asistencia: 48 967 espectadores Árbitro(s): Mohanad Sarray | Asistencia: 48 967 espectadores Árbitro(s): Mohanad Sarray |
| Jugador del partido: Shinji Okazaki |                                                                                |                          |            |                                                            |                                                            |

| 29 de marzo de 2015, 15:00 (UTC+4:30) | Afganistán              | 2:1 (1:0)                | Singapur  | Estadio Takhti, Teherán (Irán)                      |                                                     |
|                                       | Amani 39' · Shirdel 79' | FIFA Reporte AFC Reporte | Nawaz 89' | Asistencia: 24 500 espectadores Árbitro(s): Fu Ming | Asistencia: 24 500 espectadores Árbitro(s): Fu Ming |
| Jugador del partido: Faysal Shayesteh |                         |                          |           |                                                     |                                                     |

| 29 de marzo de 2015, 19:34 (UTC+9) | Japón                                                               | 5:0 (1:0)                | Siria | Estadio de Saitama, Saitama                                 |                                                             |
|                                    | Al Masri 17' (a.g.) · Kagawa 66' 90' · Honda 86' · Haraguchi 90'+3' | FIFA Reporte AFC Reporte |       | Asistencia: 57 475 espectadores Árbitro(s): Alireza Faghani | Asistencia: 57 475 espectadores Árbitro(s): Alireza Faghani |
| Jugador del partido: Shinji Kagawa |                                                                     |                          |       |                                                             |                                                             |

### Grupo F
| Selección    | Pts.                   | PJ                     | PG                     | PE                     | PP                     | GF                     | GC                     | Dif                    |
| ------------ | ---------------------- | ---------------------- | ---------------------- | ---------------------- | ---------------------- | ---------------------- | ---------------------- | ---------------------- |
| Tailandia    | 14                     | 6                      | 4                      | 2                      | 0                      | 14                     | 6                      | +8                     |
| Irak         | 12                     | 6                      | 3                      | 3                      | 0                      | 13                     | 6                      | +7                     |
| Vietnam      | 7                      | 6                      | 2                      | 1                      | 3                      | 7                      | 8                      | -1                     |
| China Taipéi | 0                      | 6                      | 0                      | 0                      | 6                      | 5                      | 19                     | -14                    |
| Indonesia1   | Suspendido por la FIFA | Suspendido por la FIFA | Suspendido por la FIFA | Suspendido por la FIFA | Suspendido por la FIFA | Suspendido por la FIFA | Suspendido por la FIFA | Suspendido por la FIFA |

| 24 de mayo de 2015, 19:00 (UTC+7) | Tailandia   | 1:0 (0:0)                | Vietnam | Estadio Rajamangala, Bangkok                                  |                                                               |
|                                   | Pokkhao 80' | FIFA Reporte AFC Reporte |         | Asistencia: 40 500 espectadores Árbitro(s): Benjamin Williams | Asistencia: 40 500 espectadores Árbitro(s): Benjamin Williams |
| Jugador del partido: Pokklaw Anan |             |                          |         |                                                               |                                                               |

| 16 de junio de 2015, 19:00 (UTC+8)   | China Taipéi | 0:2 (0:2)                | Tailandia      | Estadio Municipal Taipéi, Taipéi                       |                                                        |
|                                      |              | FIFA Reporte AFC Reporte | Dangda 21' 39' | Asistencia: 18 168 espectadores Árbitro(s): Ali Shaban | Asistencia: 18 168 espectadores Árbitro(s): Ali Shaban |
| Jugador del partido: Teerasil Dangda |              |                          |                |                                                        |                                                        |

| 3 de septiembre de 2015, 17:00 (UTC+4:30) | Irak                                                                  | 5:1 (1:0)                | China Taipéi | Estadio PAS, Teherán (Irán)                                 |                                                             |
|                                           | Adnan 37' · Hosni 59' · Yasin 80' · Mahmoud 88' · Meram 90'+1' (pen.) | FIFA Reporte AFC Reporte | Wen 86'      | Asistencia: 4200 espectadores Árbitro(s): Yaqoob Abdul Baki | Asistencia: 4200 espectadores Árbitro(s): Yaqoob Abdul Baki |
| Jugador del partido: Younis Mahmoud       |                                                                       |                          |              |                                                             |                                                             |

| 8 de septiembre de 2015, 19:00 (UTC+8) | China Taipéi | 1:2 (0:0)                | Vietnam                                   | Estadio Municipal Taipéi, Taipéi                          |                                                           |
|                                        | Wu 82'       | FIFA Reporte AFC Reporte | Đinh Tiến Thành 53' · Trần Phi Sơn 90'+2' | Asistencia: 20 239 espectadores Árbitro(s): Kim Dae-Young | Asistencia: 20 239 espectadores Árbitro(s): Kim Dae-Young |
| Jugador del partido: Chen Tsan-Yuan    |              |                          |                                           |                                                           |                                                           |

| 8 de septiembre de 2015, 19:00 (UTC+7)   | Tailandia                            | 2:2 (0:1)                | Irak                    | Estadio Rajamangala, Bangkok                             |                                                          |
|                                          | Bunmathan 80' (pen.) · Tossakrai 83' | FIFA Reporte AFC Reporte | Meram 34' · Mahmoud 49' | Asistencia: 43 572 espectadores Árbitro(s): Masaaki Toma | Asistencia: 43 572 espectadores Árbitro(s): Masaaki Toma |
| Jugador del partido: Kawin Thamsatchanan |                                      |                          |                         |                                                          |                                                          |

| 8 de octubre de 2015, 19:00 (UTC+7)   | Vietnam          | 1:1 (1:0)                | Irak           | Estadio Nacional Mỹ Đình, Hanói                               |                                                               |
|                                       | Lê Công Vinh 25' | FIFA Reporte AFC Reporte | Mahmoud 90'+7' | Asistencia: 10 000 espectadores Árbitro(s): Christopher Beath | Asistencia: 10 000 espectadores Árbitro(s): Christopher Beath |
| Jugador del partido: Trần Nguyên Mạnh |                  |                          |                |                                                               |                                                               |

| 13 de octubre de 2015, 19:00 (UTC+7)      | Vietnam | 0:3 (0:1)                | Tailandia                                                 | Estadio Nacional Mỹ Đình, Hanói                             |                                                             |
|                                           |         | FIFA Reporte AFC Reporte | Thawikan 29' · Đinh Tiến Thành 56' (a.g.) · Bunmathan 70' | Asistencia: 35 000 espectadores Árbitro(s): Nawaf Shukralla | Asistencia: 35 000 espectadores Árbitro(s): Nawaf Shukralla |
| Jugador del partido: Chanathip Songkrasin |         |                          |                                                           |                                                             |                                                             |

| 12 de noviembre de 2015, 19:00 (UTC+7) | Tailandia                                            | 4:2 (1:1)                | China Taipéi          | Estadio Rajamangala, Bangkok                                   |                                                                |
|                                        | Dangda 41' · Anan 52' · Kraisorn 72' · Chanaboot 74' | FIFA Reporte AFC Reporte | Y. Yen 3' · Huang 65' | Asistencia: 50 000 espectadores Árbitro(s): Dmitriy Mashentsev | Asistencia: 50 000 espectadores Árbitro(s): Dmitriy Mashentsev |
| Jugador del partido: Thana Chanaboot   |                                                      |                          |                       |                                                                |                                                                |

| 17 de noviembre de 2015, 19:00 (UTC+8) | China Taipéi | 0:2 (0:1)                | Irak                     | Estadio Nacional de Kaohsiung, Kaohsiung                |                                                         |
|                                        |              | FIFA Reporte AFC Reporte | Ismail 19' · Mahmoud 85' | Asistencia: 11 960 espectadores Árbitro(s): Jumpei Iida | Asistencia: 11 960 espectadores Árbitro(s): Jumpei Iida |
| Jugador del partido: Younis Mahmoud    |              |                          |                          |                                                         |                                                         |

| 24 de marzo de 2015, 19:00 (UTC+7)   | Vietnam                                          | 4:1 (3:1)                | China Taipéi | Estadio Nacional Mỹ Đình, Hanói                             |                                                             |
|                                      | Lê Công Vinh 8' 90'+1' · Nguyễn Văn Toàn 29' 42' | FIFA Reporte AFC Reporte | Wu 7'        | Asistencia: 18 350 espectadores Árbitro(s): Adham Makhadmeh | Asistencia: 18 350 espectadores Árbitro(s): Adham Makhadmeh |
| Jugador del partido: Nguyễn Văn Toàn |                                                  |                          |              |                                                             |                                                             |

| 24 de marzo de 2015, 18:30 (UTC+4:30) | Irak                     | 2:2 (0:1)                | Tailandia                    | Estadio PAS, Teherán (Irán)                                     |                                                                 |
|                                       | Kamil 66' · Adnan 90'+5' | FIFA Reporte AFC Reporte | Thosakrai 39' · Kraisorn 86' | Asistencia: 4000 espectadores Árbitro(s): Abdulrahman Al Jassim | Asistencia: 4000 espectadores Árbitro(s): Abdulrahman Al Jassim |
| Jugador del partido: Ali Adnan        |                          |                          |                              |                                                                 |                                                                 |

| 29 de marzo de 2015, 18:30 (UTC+4:30)      | Irak                | 1:0 (1:0)                | Vietnam | Estadio PAS, Teherán (Irán)                           |                                                       |
|                                            | Abdul-Raheem 45'+1' | FIFA Reporte AFC Reporte |         | Asistencia: 2160 espectadores Árbitro(s): Peter Green | Asistencia: 2160 espectadores Árbitro(s): Peter Green |
| Jugador del partido: Mohannad Abdul-Raheem |                     |                          |         |                                                       |                                                       |

### Grupo G
| Selección     | Pts. | PJ | PG | PE | PP | GF | GC | Dif |
| ------------- | ---- | -- | -- | -- | -- | -- | -- | --- |
| Corea del Sur | 24   | 8  | 8  | 0  | 0  | 27 | 0  | +27 |
| Líbano        | 11   | 8  | 3  | 2  | 3  | 12 | 6  | +6  |
| Kuwait1       | 10   | 8  | 3  | 1  | 4  | 12 | 10 | +2  |
| Birmania      | 8    | 8  | 2  | 2  | 4  | 9  | 21 | -12 |
| Laos          | 4    | 8  | 1  | 1  | 6  | 6  | 29 | -23 |

| 11 de junio de 2015, 17:00 (UTC+3) | Líbano | 0:1 (0:0)                | Kuwait     | Estadio Internacional, Sidón                                   |                                                                |
|                                    |        | FIFA Reporte AFC Reporte | Nasser 86' | Asistencia: 15 215 espectadores Árbitro(s): Valentin Kovalenko | Asistencia: 15 215 espectadores Árbitro(s): Valentin Kovalenko |
| Jugador del partido: Ali Almaqseed |        |                          |            |                                                                |                                                                |

| 11 de junio de 2015, 19:00 (UTC+7)        | Laos                      | 2:2 (0:1)                | Birmania                             | Nuevo Estadio Nacional, Vientián                  |                                                   |
|                                           | Sayavutthi 81' (pen.) 83' | FIFA Reporte AFC Reporte | Zaw Min Tun 41' · Kyaw Zayar Win 85' | Asistencia: 1500 espectadores Árbitro(s): Tan Hai | Asistencia: 1500 espectadores Árbitro(s): Tan Hai |
| Jugador del partido: Khampheng Sayavutthi |                           |                          |                                      |                                                   |                                                   |

| 16 de junio de 2015, 19:00 (UTC+7) | Birmania | 0:2 (0:1)                | Corea del Sur          | Estadio Rajamangala, Bangkok (Tailandia)                              |                                                                       |
|                                    |          | FIFA Reporte AFC Reporte | J.S. Lee 35' · Son 67' | Asistencia: 1090 espectadores Árbitro(s): Ahmed Abu Bakar Said Al Kaf | Asistencia: 1090 espectadores Árbitro(s): Ahmed Abu Bakar Said Al Kaf |
| Jugador del partido: Son Heung-Min |          |                          |                        |                                                                       |                                                                       |

| 16 de junio de 2015, 19:00 (UTC+7) | Laos | 0:2 (0:1)                | Líbano                   | Nuevo Estadio Nacional, Vientián                       |                                                        |
|                                    |      | FIFA Reporte AFC Reporte | Ghaddar 5' · Shamsin 75' | Asistencia: 2500 espectadores Árbitro(s): Yu Ming-Hsun | Asistencia: 2500 espectadores Árbitro(s): Yu Ming-Hsun |
| Jugador del partido: Haitham Faour |      |                          |                          |                                                        |                                                        |

| 3 de septiembre de 2015, 20:00 (UTC+9) | Corea del Sur                                                            | 8:0 (3:0)                | Laos | Estadio Hwaseong, Hwaseong                              |                                                         |
|                                        | C.Y. Lee 9' · Son 12' 74' 89' · Kwon 30' 75' · Suk 57' · J.S. Lee 90'+4' | FIFA Reporte AFC Reporte |      | Asistencia: 30 205 espectadores Árbitro(s): Jumpei Iida | Asistencia: 30 205 espectadores Árbitro(s): Jumpei Iida |
| Jugador del partido: Son Heung-Min     |                                                                          |                          |      |                                                         |                                                         |

| 3 de septiembre de 2015, 20:00 (UTC+3) | Kuwait | 9:0 (3:0)                | Birmania | Estadio Abdullah bin Khalifa, Doha (Catar)           |                                                      |
|                                        | Nasser 11' 18' · Al Maqseed 12' · Zayed 46' · Zaw Min Tun 56' (a.g.) · Al Mashaan 61' · Al Motawaa 69' (pen.) 88' 90'+3' | FIFA Reporte AFC Reporte |          | Asistencia: 550 espectadores Árbitro(s): Aziz Asimov | Asistencia: 550 espectadores Árbitro(s): Aziz Asimov |
| Jugador del partido: Bader Al Motawaa  | |                          |          |                                                      |                                                      |

| 8 de septiembre de 2015, 19:00 (UTC+7) | Laos | 0:2 (0:1)                | Kuwait                             | Nuevo Estadio Nacional, Vientián                           |                                                            |
|                                        |      | FIFA Reporte AFC Reporte | Nasser 31' · Al Motawaa 84' (pen.) | Asistencia: 1300 espectadores Árbitro(s): Sivakorn Pu-Udom | Asistencia: 1300 espectadores Árbitro(s): Sivakorn Pu-Udom |
| Jugador del partido: Sultan Al Enezi   |      |                          |                                    |                                                            |                                                            |

| 8 de septiembre de 2015, 17:00 (UTC+3) | Líbano | 0:3 (0:2)                | Corea del Sur                                 | Estadio Internacional, Sidón                                 |                                                              |
|                                        |        | FIFA Reporte AFC Reporte | Jang 22' (pen.) · Hamam 26' (a.g.) · Kwon 60' | Asistencia: 5500 espectadores Árbitro(s): Dmitriy Mashentsev | Asistencia: 5500 espectadores Árbitro(s): Dmitriy Mashentsev |
| Jugador del partido: Jang Hyun-Soo     |        |                          |                                               |                                                              |                                                              |

| 8 de octubre de 2015, 19:00 (UTC+7) | Birmania | 0:2 (0:1)                | Líbano                    | Estadio Suphachalasai, Bangkok (Tailandia)                 |                                                            |
|                                     |          | FIFA Reporte AFC Reporte | Maatouk 28' · Atwi 90'+3' | Asistencia: 3056 espectadores Árbitro(s): Mohd Abdul Wahab | Asistencia: 3056 espectadores Árbitro(s): Mohd Abdul Wahab |
| Jugador del partido: Hassan Maatouk |          |                          |                           |                                                            |                                                            |

| 8 de octubre de 2015, 17:55 (UTC+3) | Kuwait | 0:1 (0:1)                | Corea del Sur | Estadio Al Kuwait Sports Club, Ciudad de Kuwait             |                                                             |
|                                     |        | FIFA Reporte AFC Reporte | Koo 12'       | Asistencia: 12 350 espectadores Árbitro(s): Alireza Faghani | Asistencia: 12 350 espectadores Árbitro(s): Alireza Faghani |
| Jugador del partido: Koo Ja-Cheol   |        |                          |               |                                                             |                                                             |

| 13 de octubre de 2015, 17:50 (UTC+3) | Kuwait | 0:0                      | Líbano | Estadio Al Kuwait Sports Club, Ciudad de Kuwait              |                                                              |
|                                      |        | FIFA Reporte AFC Reporte |        | Asistencia: 12 150 espectadores Árbitro(s): Ammar Al-Jeneibi | Asistencia: 12 150 espectadores Árbitro(s): Ammar Al-Jeneibi |
| Jugador del partido: Saif Al-Hashan  |        |                          |        |                                                              |                                                              |

| 13 de octubre de 2015, 19:00 (UTC+7) | Birmania                                          | 3:1 (2:1)                | Laos          | Estadio Suphachalasai, Bangkok (Tailandia)                     |                                                                |
|                                      | Suan Lam Mang 13' · Kyaw Ko Ko 32' · Aung Thu 50' | FIFA Reporte AFC Reporte | Sayavutthi 2' | Asistencia: 6500 espectadores Árbitro(s): Salah Abbas Alabbasi | Asistencia: 6500 espectadores Árbitro(s): Salah Abbas Alabbasi |
| Jugador del partido: Kyaw Ko Ko      |                                                   |                          |               |                                                                |                                                                |

| 12 de noviembre de 2015, 20:00 (UTC+9) | Corea del Sur                               | 4:0 (2:0)                | Birmania | Estadio Mundialista de Suwon, Suwon                         |                                                             |
|                                        | J.S. Lee 18' · Koo 30' · Jang 82' · Nam 86' | FIFA Reporte AFC Reporte |          | Asistencia: 24 270 espectadores Árbitro(s): Khamis Al Marri | Asistencia: 24 270 espectadores Árbitro(s): Khamis Al Marri |
| Jugador del partido: Jung Woo-Young    |                                             |                          |          |                                                             |                                                             |

| 12 de noviembre de 2015, 17:00 (UTC+2) | Líbano                                                                             | 7:0 (4:0)                | Laos | Estadio Ciudad Deportiva Camille Chamoun, Beirut           |                                                            |
|                                        | Mohamad 27' · Antar 34' · Chaito 36' 90'+3' · Hamam 42' · Maatouk 59' · Oumari 90' | FIFA Reporte AFC Reporte |      | Asistencia: 2000 espectadores Árbitro(s): Sivakorn Pu-udom | Asistencia: 2000 espectadores Árbitro(s): Sivakorn Pu-udom |
| Jugador del partido: Hassan Maatouk    |                                                                                    |                          |      |                                                            |                                                            |

| 17 de noviembre de 2015, 19:00 (UTC+7) | Laos | 0:5 (0:4)                | Corea del Sur                            | Nuevo Estadio Nacional de Laos, Vientián                   |                                                            |
|                                        |      | FIFA Reporte AFC Reporte | Ki 3' (pen.) 33' · Son 35' 67' · Suk 43' | Asistencia: 3000 espectadores Árbitro(s): Turki Alkhudhayr | Asistencia: 3000 espectadores Árbitro(s): Turki Alkhudhayr |
| Jugador del partido: Ki Sung-Yueng     |      |                          |                                          |                                                            |                                                            |

| 17 de noviembre de 2015, 19:00 (UTC+7) | Birmania | 3:0 Otorgado             | Kuwait | Estadio Suphachalasai, Bangkok (Tailandia) |  |
|                                        |          | FIFA Reporte AFC Reporte |        |                                            |  |

| 24 de marzo de 2015, 18:35 (UTC+3) | Kuwait | 0:3 Otorgado             | Laos | Estadio Al Kuwait Sports Club, Ciudad de Kuwait |  |
|                                    |        | FIFA Reporte AFC Reporte |      |                                                 |  |

| 24 de marzo de 2015, 20:00 (UTC+9) | Corea del Sur   | 1:0 (0:0)                | Líbano | Estadio Ansan Wa~, Ansan                            |                                                     |
|                                    | J.H. Lee 90'+3' | FIFA Reporte AFC Reporte |        | Asistencia: 30 532 espectadores Árbitro(s): Ma Ning | Asistencia: 30 532 espectadores Árbitro(s): Ma Ning |
| Jugador del partido: Ki Sung-Yueng |                 |                          |        |                                                     |                                                     |

| 29 de marzo de 2015, 15:00 (UTC+3) | Líbano       | 1:1 (0:0)                | Birmania     | Estadio Internacional, Sidón                          |                                                       |
|                                    | El-Helwe 88' | FIFA Reporte AFC Reporte | Aung Thu 73' | Asistencia: 3470 espectadores Árbitro(s): Jumpei Iida | Asistencia: 3470 espectadores Árbitro(s): Jumpei Iida |
| Jugador del partido: Aung Thu      |              |                          |              |                                                       |                                                       |

| 29 de marzo de 2015, 20:00 (UTC+9) | Corea del Sur | 3:0 Otorgado             | Kuwait | Estadio de Daegu, Daegu |  |
|                                    |               | FIFA Reporte AFC Reporte |        |                         |  |

### Grupo H
| Selección       | Pts. | PJ | PG | PE | PP | GF | GC | Dif |
| --------------- | ---- | -- | -- | -- | -- | -- | -- | --- |
| Uzbekistán      | 21   | 8  | 7  | 0  | 1  | 20 | 7  | +13 |
| Corea del Norte | 16   | 8  | 5  | 1  | 2  | 14 | 8  | +6  |
| Filipinas       | 10   | 8  | 3  | 1  | 4  | 8  | 12 | -4  |
| Baréin          | 9    | 8  | 3  | 0  | 5  | 10 | 10 | 0   |
| Yemen           | 3    | 8  | 1  | 0  | 7  | 2  | 17 | -15 |

| 11 de junio de 2015, 20:00 (UTC+8) | Filipinas                  | 2:1 (0:0)                | Baréin           | Estadio Deportivo Filipino, Bocaue                    |                                                       |
|                                    | Bahadoran 50' · Patiño 60' | FIFA Reporte AFC Reporte | Al Malood 90'+3' | Asistencia: 6000 espectadores Árbitro(s): Jumpei Iida | Asistencia: 6000 espectadores Árbitro(s): Jumpei Iida |
| Jugador del partido: Javier Patiño |                            |                          |                  |                                                       |                                                       |

| 11 de junio de 2014, 19:00 (UTC+3) | Yemen | 0:3                      | Corea del Norte | Estadio Qatar SC, Doha (Catar)                                   |                                                                  |
|                                    |       | FIFA Reporte AFC Reporte | H.U. So 71'     | Asistencia: 3200 espectadores Árbitro(s): Hettikamkanamge Perera | Asistencia: 3200 espectadores Árbitro(s): Hettikamkanamge Perera |
| Jugador del partido: So Hyon-Uk    |       |                          |                 |                                                                  |                                                                  |

| 16 de junio de 2015, 17:00 (UTC+9) | Corea del Norte                              | 4:2 (4:0)                | Uzbekistán                  | Estadio Kim Il-sung, Pionyang                                            |                                                                          |
|                                    | Pak 4' · K.C Jang 16' · Ro 34' · H.C. Ri 36' | FIFA Reporte AFC Reporte | Ismailov 53' · Rashidov 79' | Asistencia: 42 000 espectadores Árbitro(s): Mohd Amirul Izwan Bin Yaacob | Asistencia: 42 000 espectadores Árbitro(s): Mohd Amirul Izwan Bin Yaacob |
| Jugador del partido: Ri Hyok-Chol  |                                              |                          |                             |                                                                          |                                                                          |

| 16 de junio de 2015, 19:00 (UTC+3) | Yemen | 0:2 (0:0)                | Filipinas                  | Estadio Qatar SC, Doha (Catar)                               |                                                              |
|                                    |       | FIFA Reporte AFC Reporte | Bahadoran 52' · Ramsay 74' | Asistencia: 5200 espectadores Árbitro(s): Dmitriy Mashentsev | Asistencia: 5200 espectadores Árbitro(s): Dmitriy Mashentsev |
| Jugador del partido: Iain Ramsay   |       |                          |                            |                                                              |                                                              |

| 3 de septiembre de 2015, 19:00 (UTC+5) | Uzbekistán   | 1:0 (1:0)                | Yemen | Estadio Pakhtakor Markaziy, Taskent                    |                                                        |
|                                        | Geynrikh 51' | FIFA Reporte AFC Reporte |       | Asistencia: 15 000 espectadores Árbitro(s): Lee Min-Hu | Asistencia: 15 000 espectadores Árbitro(s): Lee Min-Hu |
| Jugador del partido: Odil Akhmedov     |              |                          |       |                                                        |                                                        |

| 3 de septiembre de 2015, 18:40 (UTC+3) | Baréin | 0:1 (0:1)                | Corea del Norte | Estadio Nacional de Baréin, Riffa                       |                                                         |
|                                        |        | FIFA Reporte AFC Reporte | Jong 42'        | Asistencia: 9500 espectadores Árbitro(s): Mohsen Toorki | Asistencia: 9500 espectadores Árbitro(s): Mohsen Toorki |
| Jugador del partido: Jong Il-Gwan      |        |                          |                 |                                                         |                                                         |

| 8 de septiembre de 2015, 19:00 (UTC+3)   | Yemen | 0:4 (0:1)                | Baréin                                                              | Estadio Grand Hamad, Doha (Catar)                         |                                                           |
|                                          |       | FIFA Reporte AFC Reporte | Ali Baba 31' (pen.) · Al-Husaini 46' · Omar 66' · Adnan Hussain 77' | Asistencia: 421 espectadores Árbitro(s): Turki Al-Khudair | Asistencia: 421 espectadores Árbitro(s): Turki Al-Khudair |
| Jugador del partido: Sayed Mohamed Adnan |       |                          |                                                                     |                                                           |                                                           |

| 8 de septiembre de 2015, 20:00 (UTC+8) | Filipinas   | 1:5 (0:3)                | Uzbekistán                                       | Estadio Deportivo Filipino, Bocaue                    |                                                       |
|                                        | Schröck 68' | FIFA Reporte AFC Reporte | Akhmedov 1' · Rashidov 14' 80' · Sergeev 43' 65' | Asistencia: 7500 espectadores Árbitro(s): Peter Green | Asistencia: 7500 espectadores Árbitro(s): Peter Green |
| Jugador del partido: Igor Sergeev      |             |                          |                                                  |                                                       |                                                       |

| 8 de octubre de 2015, 16:00 (UTC+8:30) | Corea del Norte | 0:0                      | Filipinas | Estadio Kim Il-sung, Pionyang                       |                                                     |
|                                        |                 | FIFA Reporte AFC Reporte |           | Asistencia: 41 000 espectadores Árbitro(s): Ma Ning | Asistencia: 41 000 espectadores Árbitro(s): Ma Ning |
| Jugador del partido: Stephan Schröck   |                 |                          |           |                                                     |                                                     |

| 8 de octubre de 2015, 18:00 (UTC+3)  | Baréin | 0:4 (0:0)                | Uzbekistán                                                    | Estadio Nacional de Baréin, Riffa                     |                                                       |
|                                      |        | FIFA Reporte AFC Reporte | Sergeev 52' · Akhmedov 56' · Rashidov 66' · Shomurodov 90'+5' | Asistencia: 5000 espectadores Árbitro(s): Minoru Tojo | Asistencia: 5000 espectadores Árbitro(s): Minoru Tojo |
| Jugador del partido: Sardor Rashidov |        |                          |                                                               |                                                       |                                                       |

| 13 de octubre de 2015, 18:00 (UTC+3)  | Baréin                              | 2:0 (0:0)                | Filipinas | Estadio Nacional de Baréin, Riffa                        |                                                          |
|                                       | Abdul Latif 53' · Adnan Hussain 61' | FIFA Reporte AFC Reporte |           | Asistencia: 3050 espectadores Árbitro(s): Mohanad Sarray | Asistencia: 3050 espectadores Árbitro(s): Mohanad Sarray |
| Jugador del partido: Abdulla Al-Hazaa |                                     |                          |           |                                                          |                                                          |

| 13 de octubre de 2015, 16:00 (UTC+8:30) | Corea del Norte | 1:0 (1:0)                | Yemen | Estadio Kim Il-sung, Pionyang                            |                                                          |
|                                         | Jong 12' (pen.) | FIFA Reporte AFC Reporte |       | Asistencia: 41 000 espectadores Árbitro(s): Liu Kwok Man | Asistencia: 41 000 espectadores Árbitro(s): Liu Kwok Man |
| Jugador del partido: Jong Il Gwan       |                 |                          |       |                                                          |                                                          |

| 12 de noviembre de 2015, 18:00 (UTC+5) | Uzbekistán                                | 3:1 (1:1)                | Corea del Norte | Estadio Pakhtakor Markaziy, Taskent                         |                                                             |
|                                        | Sergeev 23' · Geynrikh 65' · Akhmedov 87' | FIFA Reporte AFC Reporte | H.C. Ri 2'      | Asistencia: 27 135 espectadores Árbitro(s): Alireza Faghani | Asistencia: 27 135 espectadores Árbitro(s): Alireza Faghani |
| Jugador del partido: Igor Sergeev      |                                           |                          |                 |                                                             |                                                             |

| 12 de noviembre de 2015, 20:00 (UTC+8) | Filipinas | 0:1 (0:0)                | Yemen            | Estadio Conmemorativo Rizal, Manila                   |                                                       |
|                                        |           | FIFA Reporte AFC Reporte | A. Al-Sarori 83' | Asistencia: 6478 espectadores Árbitro(s): Kim Hee-Gon | Asistencia: 6478 espectadores Árbitro(s): Kim Hee-Gon |
| Jugador del partido: Stephan Schröck   |           |                          |                  |                                                       |                                                       |

| 17 de noviembre de 2015, 18:30 (UTC+3) | Yemen               | 1:3 (0:2)                | Uzbekistán                                | Estadio Grand Hamad, Doha (Catar)                           |                                                             |
|                                        | A. Al Sarori 90'+2' | FIFA Reporte AFC Reporte | Haydarov 7' · Djeparov 31' · Andreyev 50' | Asistencia: 350 espectadores Árbitro(s): Abdullah Al Hilali | Asistencia: 350 espectadores Árbitro(s): Abdullah Al Hilali |
| Jugador del partido: Odil Akhmedov     |                     |                          |                                           |                                                             |                                                             |

| 17 de noviembre de 2015, 15:30 (UTC+8:30) | Corea del Norte                      | 2:0 (1:0)                | Baréin | Estadio Kim Il-sung, Pionyang                                   |                                                                 |
|                                           | K.R. Pak 45'+1' (pen.) · Jong 90'+3' | FIFA Reporte AFC Reporte |        | Asistencia: 45 000 espectadores Árbitro(s): Muhammad Bin Jahari | Asistencia: 45 000 espectadores Árbitro(s): Muhammad Bin Jahari |
| Jugador del partido: Jong Il Gwan         |                                      |                          |        |                                                                 |                                                                 |

| 24 de marzo de 2015, 18:30 (UTC+3)        | Baréin                                                     | 3:0 (1:0)                | Yemen | Estadio Nacional de Baréin, Riffa                      |                                                        |
|                                           | Abdul Latif 31' (pen.) · Al Malood 63' · Al Romaihi 90'+2' | FIFA Reporte AFC Reporte |       | Asistencia: 1000 espectadores Árbitro(s): Ahmed Al-Kaf | Asistencia: 1000 espectadores Árbitro(s): Ahmed Al-Kaf |
| Jugador del partido: Abdulwahab Al Malood |                                                            |                          |       |                                                        |                                                        |

| 24 de marzo de 2015, 18:00 (UTC+5) | Uzbekistán   | 1:0 (0:0)                | Filipinas | Estadio Bunyodkor, Taskent                             |                                                        |
|                                    | Ismailov 59' | FIFA Reporte AFC Reporte |           | Asistencia: 34 000 espectadores Árbitro(s): Ryuji Sato | Asistencia: 34 000 espectadores Árbitro(s): Ryuji Sato |
| Jugador del partido: Odil Akhmedov |              |                          |           |                                                        |                                                        |

| 29 de marzo de 2015, 20:00 (UTC+8) | Filipinas                            | 3:2 (1:1)                | Corea del Norte              | Estadio Conmemorativo Rizal, Manila                        |                                                            |
|                                    | Bahadoran 43' · Ott 84' · Ramsay 90' | FIFA Reporte AFC Reporte | K.J. So 45'+2' · H.C. Ri 48' | Asistencia: 7350 espectadores Árbitro(s): Fahad Al-Mirdasi | Asistencia: 7350 espectadores Árbitro(s): Fahad Al-Mirdasi |
| Jugador del partido: Ri Hyok-Chol  |                                      |                          |                              |                                                            |                                                            |

| 29 de marzo de 2015, 18:00 (UTC+5)   | Uzbekistán   | 1:0 (0:0)                | Baréin | Estadio Bunyodkor, Taskent                                          |                                                                     |
|                                      | Rashidov 50' | FIFA Reporte AFC Reporte |        | Asistencia: 34 000 espectadores Árbitro(s): Mohammed Abdulla Hassan | Asistencia: 34 000 espectadores Árbitro(s): Mohammed Abdulla Hassan |
| Jugador del partido: Sardor Rashidov |              |                          |        |                                                                     |                                                                     |

## Clasificación de los segundos y cuartos lugares
Para definir a los cuatro mejores segundos y los cuatro mejores cuartos se elaboran dos tablas, una con los segundos lugares de cada grupo y la otra con los cuartos lugares, estos equipos son ordenados bajo los siguientes criterios:
- Puntos obtenidos.
- Mejor diferencia de goles.
- Mayor cantidad de goles marcados.
- Un partido definitorio entre los equipos en cuestión.

Como resultado de la exclusión de Indonesia por la suspensión de la FIFA a la Asociación de Fútbol de Indonesia el grupo F quedó reducido a 4 equipos y el segundo y cuarto lugar de este grupo solo habrán jugado 6 partidos en comparación a los 8 que jugarán los segundos y cuartos lugares de todos los demás grupos. Para equiparar esta situación y de acuerdo a la circular remitida por la AFC a las Asociaciones Miembro, el resultado de todos los segundos y cuartos lugares (excepto los del grupo F) con el último clasificado de su respectivo grupo no se toman en cuenta al momento de elaborar las tablas.
| Selección              | Gr. | Pts. | PJ | PG | PE | PP | GF | GC | Dif |
| ---------------------- | --- | ---- | -- | -- | -- | -- | -- | -- | --- |
| Siria                  | E   | 18   | 8  | 6  | 0  | 2  | 26 | 11 | +15 |
| China                  | C   | 17   | 8  | 5  | 2  | 1  | 27 | 1  | +26 |
| Emiratos Árabes Unidos | A   | 17   | 8  | 5  | 2  | 1  | 25 | 4  | +21 |
| Jordania               | B   | 16   | 8  | 5  | 1  | 2  | 21 | 7  | +14 |
| Corea del Norte        | H   | 16   | 8  | 5  | 1  | 2  | 14 | 8  | +6  |
| Omán                   | D   | 14   | 8  | 4  | 2  | 2  | 11 | 7  | +4  |
| Irak                   | F   | 12   | 8  | 3  | 3  | 0  | 13 | 6  | +7  |
| Líbano                 | G   | 11   | 8  | 3  | 2  | 3  | 12 | 6  | +6  |

| Selección    | Gr. | Pts. | PJ | PG | PE | PP | GF | GC | Dif |
| ------------ | --- | ---- | -- | -- | -- | -- | -- | -- | --- |
| Baréin       | H   | 9    | 8  | 3  | 0  | 5  | 10 | 10 | 0   |
| Afganistán   | E   | 9    | 8  | 3  | 0  | 5  | 8  | 24 | -16 |
| Birmania     | G   | 8    | 8  | 2  | 2  | 4  | 9  | 21 | -12 |
| Guam         | D   | 7    | 8  | 2  | 1  | 5  | 3  | 16 | -13 |
| Maldivas     | C   | 6    | 8  | 2  | 0  | 6  | 8  | 20 | -12 |
| Tayikistán   | B   | 5    | 8  | 1  | 2  | 5  | 9  | 20 | -11 |
| Malasia      | A   | 4    | 8  | 1  | 1  | 6  | 3  | 30 | -27 |
| China Taipéi | F   | 0    | 6  | 0  | 0  | 6  | 5  | 19 | -14 |